# Tholera gracilis
Tholera gracilis är en fjärilsart som beskrevs av Andrzej Samuel Kostrowicki 1963.
Tholera gracilis ingår i släktet Tholera och familjen nattflyn. Inga underarter finns listade i Catalogue of Life.